# Fabrice Desvignes
Fabrice Desvignes, né le 29 novembre 1973 à Saint-Quentin (Aisne), est un chef cuisinier français et « Meilleur Ouvrier de France ». Il est le chef des cuisines du palais de l'Élysée.
Il remporte en 2007 le Bocuse d’Or du concours mondial de la cuisine et en 2006 le Championnat de France de la Cuisine Artistique.

## Biographie
Fabrice Desvignes, né le 29 novembre 1973 à Saint-Quentin, fils de Claude et Annie Desvignes, est issu d’une famille de chefs cuisiniers.
Sa mère, Annie Desvignes, née Lequy, est une figure de la féminisation du métier de chef cuisinier. Une des rares femmes étoilées à partir des années cinquante, elle est la fondatrice en 1975 de l'association des restauratrices cuisinières. Formée chez Raymond Oliver et chez Gaston Lenôtre, elle aide sa mère, Paula Lequy, à décrocher deux étoiles Michelin à l'Auberge Fleurie à Sars-Poteries (Nord) puis obtient une étoile dans l'hôtel-restaurant La Tour du Roy (Vervins) qu'elle ouvre avec son mari en 1971, étoile qu'elle conserve pendant trente-cinq ans.
Fabrice Desvignes grandit donc dans le milieu de la gastronomie. Souhaitant dès son plus jeune âge devenir cuisinier, il commence à seize ans comme commis pendant les mois d'été dans le restaurant familial. Après l'obtention d'un CAP de salle et d'un brevet de technicien en hôtellerie option cuisine, il effectue des stages dans des restaurants, notamment chez Georges Blanc, puis son Service national dans les cuisines de l'État-Major au ministère de la Défense ; enfin, il se perfectionne dans plusieurs maisons, comme à l'Hôtel Beau-Rivage de Genève ou chez Bernard Ravet.
En 1999, Fabrice Desvignes rejoint la brigade des chefs cuisiniers de la présidence du Sénat, « après avoir lu une petite annonce et envoyé un CV ». La brigade sert les personnalités (ministres, chefs de gouvernement étrangers, chefs d'État...) invités par le président du Sénat. Fabrice Desvignes s'occupe en particulier des desserts, même si les rôles sont interchangeables.
En mars 2021, Fabrice Desvignes succède à Guillaume Gomez à la tête des cuisines du palais de l'Élysée,,, où il sert son premier repas le 16 mars,.

### Bocuse d'or 2007
En 2006, avec l'aide des autres chefs de la présidence du Sénat, Gilles Poyac, Jérôme Le Minier et Pascal Grière, tous trois Meilleurs Ouvriers de France, Fabrice Desvignes prépare le concours national de cuisine artistique, qualificatif pour le Bocuse d'or. Il le remporte et devient donc le candidat français au concours mondial de la cuisine, l'année suivante à Lyon.
Le concours mondial de la cuisine se déroule tous les deux ans. Il a des allures de show à l'américaine : les chefs cuisinent dans des boxes, face à une foule de centaines de supporters en délire, chantant et criant, tambourinant avec des cuillères en bois et des cloches à vache.
En janvier 2007, après des mois de préparation, Fabrice Desvignes défend les couleurs de la France face à vingt-trois autres chefs venus de pays différents. Le but du concours est de préparer un plat de viande et un autre de poisson en cinq heures et demie avec trois produits imposés (cette année-là le poulet de Bresse, le crabe royal de Norvège et le flétan blanc de Norvège). La présentation et les accompagnements sont au libre choix des chefs.
Malgré la neige, qui fait que deux caisses contenant l'argenterie et le foie gras n'arrivent que deux minutes avant le début du concours, Fabrice Desvignes remporte le premier prix, le Bocuse d'or, devant le Danois Rasmus Kofoed et le Suisse Franck Giovannini.

### Autres activités
En 2011, Fabrice Desvignes intègre le corps professoral du Bachelor Ferrandi, de l'école Ferrandi.
En 2015, Fabrice Desvignes réussit le concours de « Meilleur Ouvrier de France », dans la catégorie Cuisine,. Les années suivantes, la brigade de la présidence du Sénat compte donc dans ses rangs quatre cols tricolores, ce qui en fait alors une « dream team » de la gastronomie française.

## Distinctions
- Bocuse d'or 2007
- Meilleur Ouvrier de France 2015